# Amanullah Khan
Amanullah Khan, född 1 juni 1892 i Paghman i provinsen Kabul, död 25 april 1960 i Zürich i Schweiz, var emir, senare shah, av Afghanistan 1919–1929.

## Biografi
Amanullah Khan var tredje son till Habibullah Khan och Ulya Hazrat; han efterträdde 1919 sin far som emir av Afghanistan och antog 1926 titeln shah. Den mot Amunullahs västerländskt inriktade reformpolitik reaktionära stämningen utlöste sig i slutet av november 1928 i en upprorsrörelse, som efter att tillfälligt ha stillats, ånyo uppblossade och slutligen, trots Amanullahs återkallande av sin reformpolitik, lett till hans abdikation till förmån för brodern Inayatullah Shah i januari 1929. Kort därpå störtades brodern till förmån för Habibullah Ghazi, och Amanullah Khan tvingades i landsflykt i Indien.